# Mistero inesplicabile
Mistero inesplicabile (Im Schatten des Geldes) è un film muto del 1919 diretto da Paul L. Stein.

## Produzione
Il film fu prodotto dalla Femina Film.

## Distribuzione
Distribuito dalla Femina Film, il film uscì nelle sale cinematografiche tedesche nel 1919. In Italia venne distribuito dalla Gloria Films nel 1922.

## Censura
Per la versione distribuita in Italia la censura italiana tagliò le seguenti scene:
- La scena in cui Rachele consegna biglietti falsi a Lord Cecil.
- La scena in cui Rachele sale sulla scala per recarsi a rubare nella villa di Lord Cecil.
- La scena in cui il complice spia Rachele dalla finestra e le impone con lo sguardo di rubare.
- La scena in cui Rachele prende le chiavi dal comodino, apre la cassaforte e ruba la collana.
- Tutte le scene in cui si vede Harry ubriaco.
- La scena in cui Harry distribuisce i gioielli alle ballerine.
- La scena del ferimento di Harry.